# 远山正瑛
远山正瑛（日语：／ Tooyama Seiei，1906年12月14日—2004年2月27日），日本农学家。日本沙漠实践协会会长。

## 生平
生于山梨县，京都大学农学系毕业，曾任鸟取大学农学系教授，1935年留学中国，研究农耕文化和植物生态。1980年访问中国大陆，与中国科学院合作，成立了日本沙漠绿化实践协会，开始向中国内蒙古的库布其沙漠恩格贝镇派遣日本绿化志愿者，至今已有7000多人，治理沙漠19700多公顷。

## 荣誉
获联合国人类奖、内蒙古骏马奖和“中日友好使者”称号，并是内蒙古自治区荣誉公民。
中国国家主席江泽民两次接见了他，原伊克昭盟行政公署为了表彰其功绩，于1999年为其立了塑像。远山正瑛逝世后，日本友人为其在內蒙古修建了远山正瑛纪念馆；2005年11月，日本沙漠綠化實踐協會在鳥取沙丘設立远山正瑛纪念資料室。